# Jürgen Heil
Jürgen Heil (* 4. April 1997) ist ein österreichischer Fußballspieler.

## Karriere
Heil begann seine Karriere beim SV Anger. Ab 2012 spielte Heil für die Kampfmannschaft in der Landesliga. Nach über 70 Spielen für Anger wechselte er zur Saison 2015/16 zum Regionalligisten TSV Hartberg.
Sein Debüt für Hartberg in der Regionalliga gab er im Juli 2015, als er am ersten Spieltag jener Saison gegen den USV Allerheiligen in der Startelf stand und in der 60. Minute durch Lukas Ried ersetzt wurde.
Mit Hartberg konnte er 2017 als Meister der Regionalliga Mitte in den Profifußball aufsteigen. Im Juli 2017 debütierte er in der zweiten Liga, als er am ersten Spieltag der Saison 2017/18 gegen die WSG Wattens in der Startelf aufgeboten wurde und in der 74. Minute durch Manfred Fischer ersetzt wurde.
Mit Hartberg konnte er 2018 in die Bundesliga aufsteigen.

## Familie
Sein Vater Michael (* 1967) war bis in die 2000er Jahre ebenfalls als Fußballspieler im Amateurbereich aktiv, ehe er in den Trainer- und Funktionärsbereich wechselte.
Sein älterer Bruder Marco (* 1992) spielte ebenfalls viele Jahre in der Landesliga sowie der Regionalliga und stand 2013 kurz vor einem Wechsel zum SK Sturm Graz.